# 星野泰視
星野泰視（日语：／ Hoshino Yasushi，1969年3月6日—），日本漫畫家。

## 經歷
山形縣上山市出身。曾經擔任浦澤直樹的助手，1997年以〈ピロシキ大作戦〉獲得週刊少年Magazine新人賞而出道。
2000年以《勝負師傳說》與原作佐浮銘同獲第24屆講談社漫畫賞少年部門賞。